# Оушан Гејт (Њу Џерзи)
Оушан Гејт (енгл. Ocean Gate) град је у америчкој савезној држави Њу Џерзи.

## Демографија
По попису из 2010. године број становника је 2.011, што је 65 (-3,1%) становника мање него 2000. године.
| Група             | 2000.         | 2010.         |
| Белци             | 1.963 (94,6%) | 1.836 (91,3%) |
| Афроамериканци    | 20 (1,0%)     | 27 (1,3%)     |
| Азијати           | 20 (1,0%)     | 4 (0,2%)      |
| Хиспаноамериканци | 49 (2,4%)     | 128 (6,4%)    |
| Укупно            | 2.076         | 2.011         |